# Ghoukas Tchoubarian
Ghoukas Tchoubarian (Erevan, 16 de juny del 1923-Erevan, 23 de març del 2009) fou un escultor armeni fundador de l'escola d'escultura de l'Acadèmia Estatal de Belles Arts d'Erevan, i l'autor d'algunes escultures que ara són a la capital armènia. Entre aquestes, destaca l'estàtua de Mesrop Maixtots i el seu deixeble Korioun (1962) instal·lada davant l'entrada al Matenadaran. Altres exemples en són el monument a l'escriptor Hovhannés Tumanian i el monument en honor al compositor Alexander Spendarian.